# Morán
Morán is een gemeente in de Venezolaanse staat Lara. De gemeente telt 140.000 inwoners. De hoofdplaats is El Tocuyo.